# 広島県道308号溝口加計線
広島県道308号溝口加計線（ひろしまけんどう308ごう みぞぐちかけせん）は、広島県山県郡北広島町から山県郡安芸太田町に至る一般県道である。

## 概要
山県郡北広島町溝口から山県郡安芸太田町大字加計に至る。

### 路線データ
- 起点：山県郡北広島町溝口（広島県道40号安佐豊平芸北線交点）
- 終点：山県郡安芸太田町大字加計（加計郵便局前交差点、国道433号・国道434号上）
- 異常気象時通行規制区間：山県郡北広島町溝口 - 山県郡安芸太田町大字加計（終点）間（単独区間の規制延長は6.6 km）

## 路線状況
国道433号・国道434号重用部分を除き、未改良箇所の多い路線である。

### 重複区間
- 国道433号・国道434号（山県郡北広島町戸谷 - 山県郡安芸太田町大字加計・加計郵便局前交差点（終点））

### 道路施設

#### トンネル
- 溝口隧道：延長299 m、1950年（昭和25年）竣工、山県郡北広島町

## 地理

### 通過する自治体
- 山県郡北広島町
- 山県郡安芸太田町

### 交差する道路
| 交差する道路                                  | 市町村名 | 市町村名   | 交差する場所 | 交差する場所            |
| --------------------------------------------- | -------- | ---------- | ------------ | ----------------------- |
| 広島県道40号安佐豊平芸北線                    | 山県郡   | 北広島町   | 溝口         | 起点                    |
| 国道433号 重複区間起点 国道434号 重複区間起点 | 山県郡   | 北広島町   | 戸谷         |                         |
| 国道433号 重複区間終点 国道434号 重複区間終点 | 山県郡   | 安芸太田町 | 大字加計     | 加計郵便局交差点 / 終点 |

### 沿線
- 加計郵便局
- 安芸太田町役場 加計支所（終点付近）